# Molnár Lídia
Molnár Lídia (Nagyvárad, 1951. május 14. –) erdélyi magyar ornitológus.

## Életútja, munkássága
Középiskolát Nagyváradon végzett (1970), a Babeș–Bolyai Tudományegyetem biológia szakán szerzett diplomát (1975). Sepsiszentgyörgyön a Megyei Múzeumnál kezdte pályáját (1976–83), majd a Bod Péter Megyei Könyvtárhoz került (1983–84), 1985-től a biológia tanára. Főleg madártani szakdolgozatait a Tibiscum, Aluta, Acta Hargitensia, Aquila, Științele Naturii, Ocrotirea Naturii și Mediului Înconjurător, Natura közölte. Ismeretterjesztő cikkei és dolgozatai a Megyei Tükörben jelentek meg.